# Dodie Clark
Dorothy Miranda "Dodie" Clark (gestileerd als 'dodie') (Epping, 11 april 1995) is een Engels singer-songwriter, auteur, youtuber en artiest uit Epping, Essex. Dodie plaatst zowel originele liedjes als covers op haar youtubekanaal "doddleoddle" en plaatst vlogs op haar tweede kanaal "doddlevloggle". Dodie staat bekend om haar piano- en ukelelecovers van diverse liedjes en haar rustgevende stem. Per december 2017, heeft ze 154 videos, meer dan 1.335.000 abonnees, en meer dan 166 miljoen views op haar hoofdkanaal. Ze heeft 337 videos, meer dan 94 miljoen weergaven, en meer dan 737.000 abonnees op haar tweede kanaal.
Op 9 december 2016 publiceerde ze haar eerste video op haar Vevokanaal, dodieVEVO, waar ze meer dan 11,8 miljoen views heeft en meer dan 308.000 abonnees.
Dodie heeft drie extended plays, Intertwined, You en Human gepubliceerd. Intertwined en You bereikten een plek in de top 40 van de officiële UK Albums Chart op nummer 35 en 6.

## Carrière
Dodie's eerste kanaal heette "Dodders5", nu bekend als de "Alice and Dodie show!", aangemaakt op 1 augustus 2007, samen met haar vriendin Alice Webb.
Dodie's hoofdkanaal "doddleoddle" is aangemaakt op 7 februari 2011; haar eerste video op dat kanaal, een origineel liedje genaamd "Rain", werd geplaatst op 14 april dat jaar. Ook heeft dodie een VEVO kanaal, "dodieVEVO", en een tweede kanaal, "doddlevloggle".
Op 18 november 2016 publiceerde Dodie zelf haar eerste ep, Intertwined. Ondanks de ongetekende status, behaalde de EP nummer 35 in de officiële UK album charts in de eerste week van publicatie.
Dodie heeft ook Coca-Cola's CokeTV gepresenteerd samen met mede-youtuber Manny Brown, waar ze deelnamen in verschillende activiteiten.
Dodie's tweede ep, You, is gepubliceerd op 11 augustus 2017. In de eerste week van publicatie behaalde de ep nummer 6 in de officiële UK Albums Chart, 29 plaatsen hoger dan het hoogtepunt van Intertwined. You behaalde ook nummer 55 in de US Billboard 200.

## Discografie

### Ep's
- Intertwined (2016) (nummer 35 UK)

1. "Intertwined"
2. "I Have a Hole in My Tooth (And My Dentist Is Shut)"
3. "Absolutely Smitten"
4. "Life Lesson"
5. "Sick of Losing Soulmates"
6. "When" (Live)

- You (2017) (nummer 6 VK, nummer 17 Aus)

1. "In the Middle"
2. "6/10"
3. "Instrumental"
4. "You"
5. "Secret for the Mad"
6. "Would You Be So Kind"

- Human (2019)

1. "Arms Unfolding"
2. "Monster"
3. "Not What I Meant" met Lewis Watson
4. "Human" met Tom Walker
5. "She"
6. "If I'm Being Honest"
7. "Burned Out

### Singles
- "Sick of Losing Soulmates" (2016)
- "6/10" (2017)
- "Party Tattoos" (2018)
- "Human" (2018)
- "If I'm Being Honest" (2018)
- "Here Comes the Sun", Jacob Collier met Dodie (2019)
- "Guiltless" (2019)
- "Boys Like You" (2019)
- "Cool Girl" (2020)